# Ford Th!nk
Ford Th!nk – elektryczny mikrosamochód produkowany pod amerykańską marką Ford w latach 1999–2002.

## Historia i opis modelu

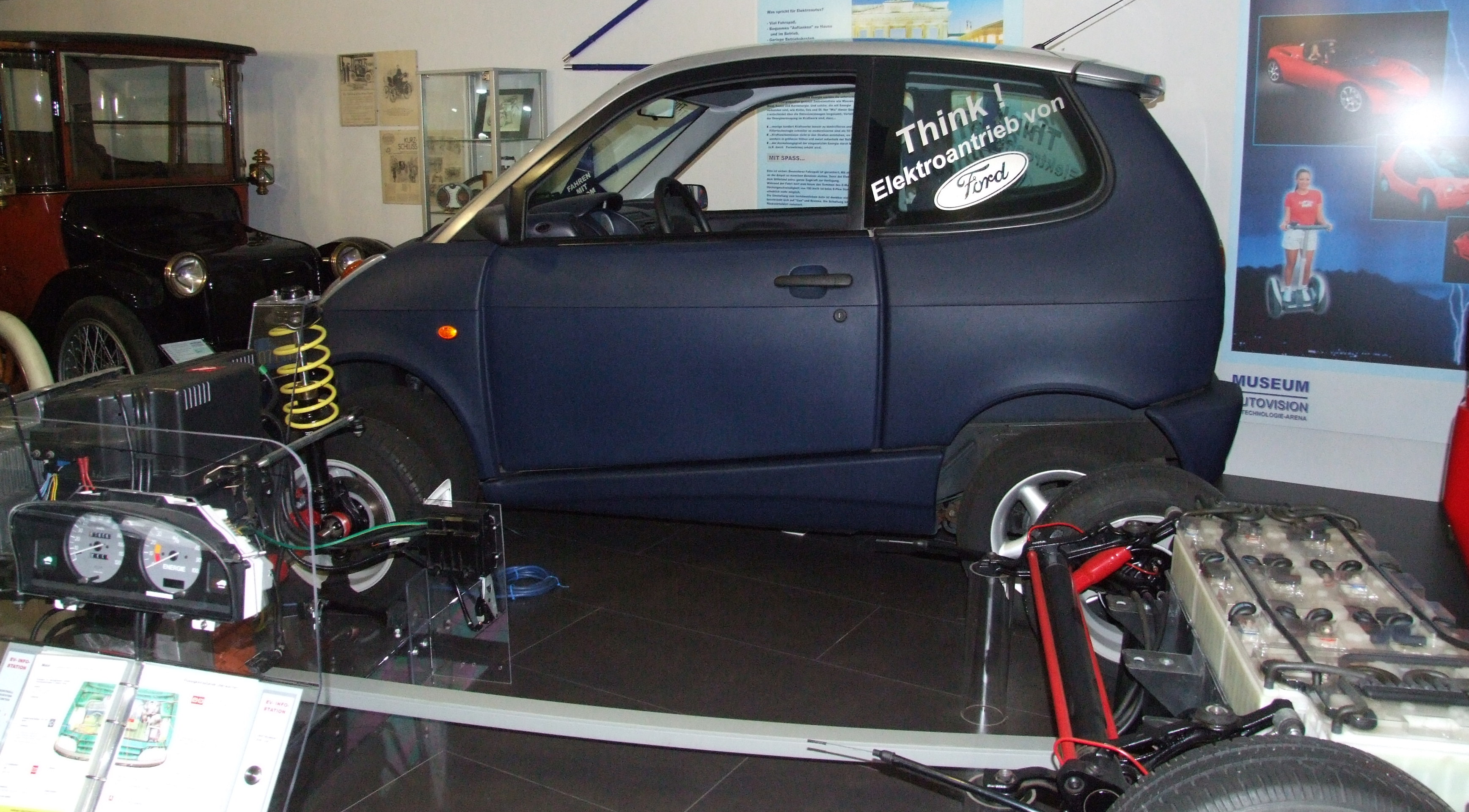
Ford Th!nk - sylwetka

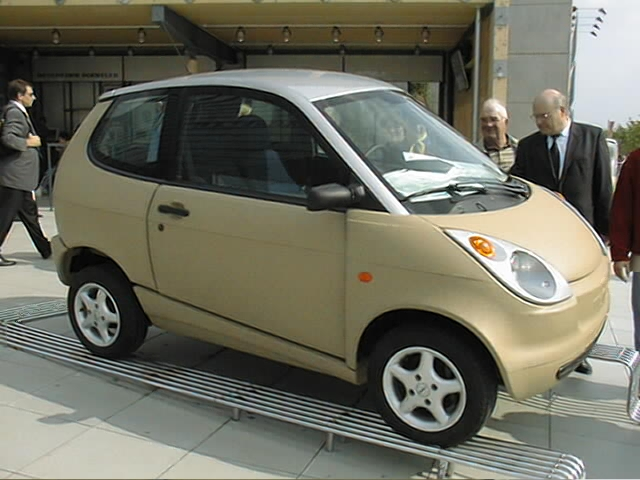
Ford Th!nk na Expo Hannover

Samochód pierwotnie rozwijany był pod kodem fabrycznym PIV4 jako kolejna generacja mikrosamochodu elektrycznego konstrukcji norweskiego przedsiębiorstwa Pivco. Samochód zadebiutował w styczniu 1998 roku podczas targów samochodowych w belgijskiej Brukseli, wówczas jeszcze jako Pivco Think. Prace nad wdrożeniem samochodu do seryjnej produkcji zbiegły się z bankructwem Pivco z końcem 1998 roku oraz przejęciem norweskiej firmy przez amerykański koncern Ford Motor Company, do którego doszło na początku 1999 roku.
Nowy amerykański właściciel pozwolił wdrożyć elektryczny mikrosamochód do produkcji jesienią 1999 roku w gruntownie zmodernizowanych zakładach w Aurskog, firmując pojazd pod własną marką jako Ford Th!nk. Za awangardowy projekt stylistyczny elektrycznego mikrosamochodu odpowiedzialny był norweski szef biura projektowego Skeie Design, Stig Olav Skeie, którego efekt został wyróżniony przez Norweską Radę Wzornictwa.

### Sprzedaż
Poza rodzimym rynkiem norweskim, Ford Th!nk był eksportowany także do Stanów Zjednoczonych czy Wielkiej Brytanii. Produkcja zakończyła się niespełna po 3 latach w 2002 roku po tym, jak popyt na samochód oraz stopa zwrotu z inwestycji Forda w norweskie przedsiębiorstwo okazały się znacznie niższe niż oczekiwania. Ostatecznie zbudowano 1005 egzemplarzy elektrycznego mikrosamochodu. Następca trafił do produkcji po wieloletnich kłopotach finansowych 5 lat później, tym razem już jako w pełni norweskie przedsięwzięcie.

### Dane techniczne
Ford Th!nk był samochodem elektrycznym, który napędzał 36-konny silnik chłodzony wodą przez technologię Siemensa. Th!nk rozpędzał się do 50 km/h w 7 sekund, a maksymalna prędkość wynosiła 90 km/h. Akumulator niklowo-kadmowy pozwalał na przejechanie na jednym ładowaniu maksymalnie ok. 85 kilometrów.